# フォンテ・アヴェッラーナ修道院

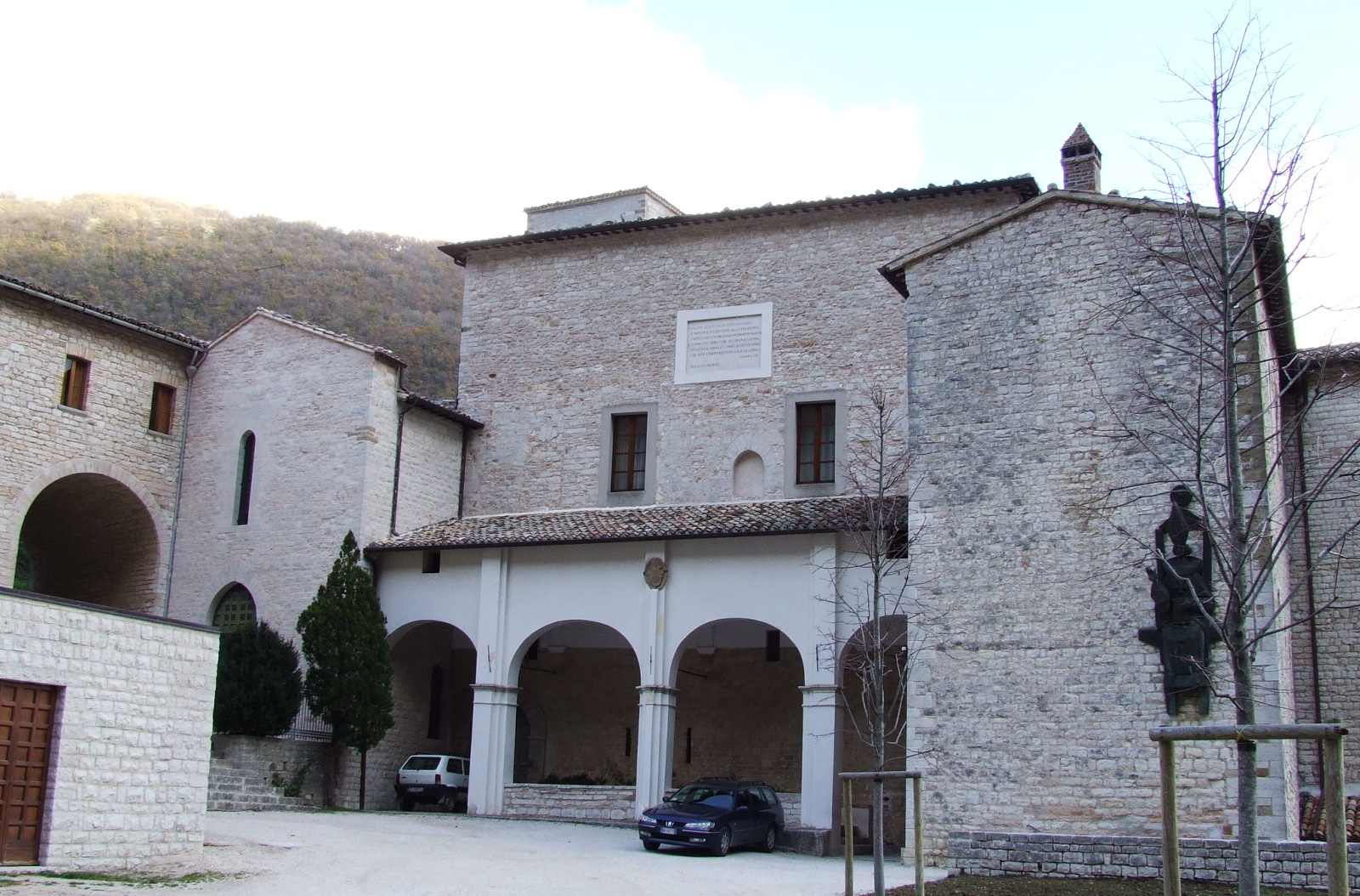
フォンテ・アヴェッラーナ修道院の修道者の住居とバジリカの外観

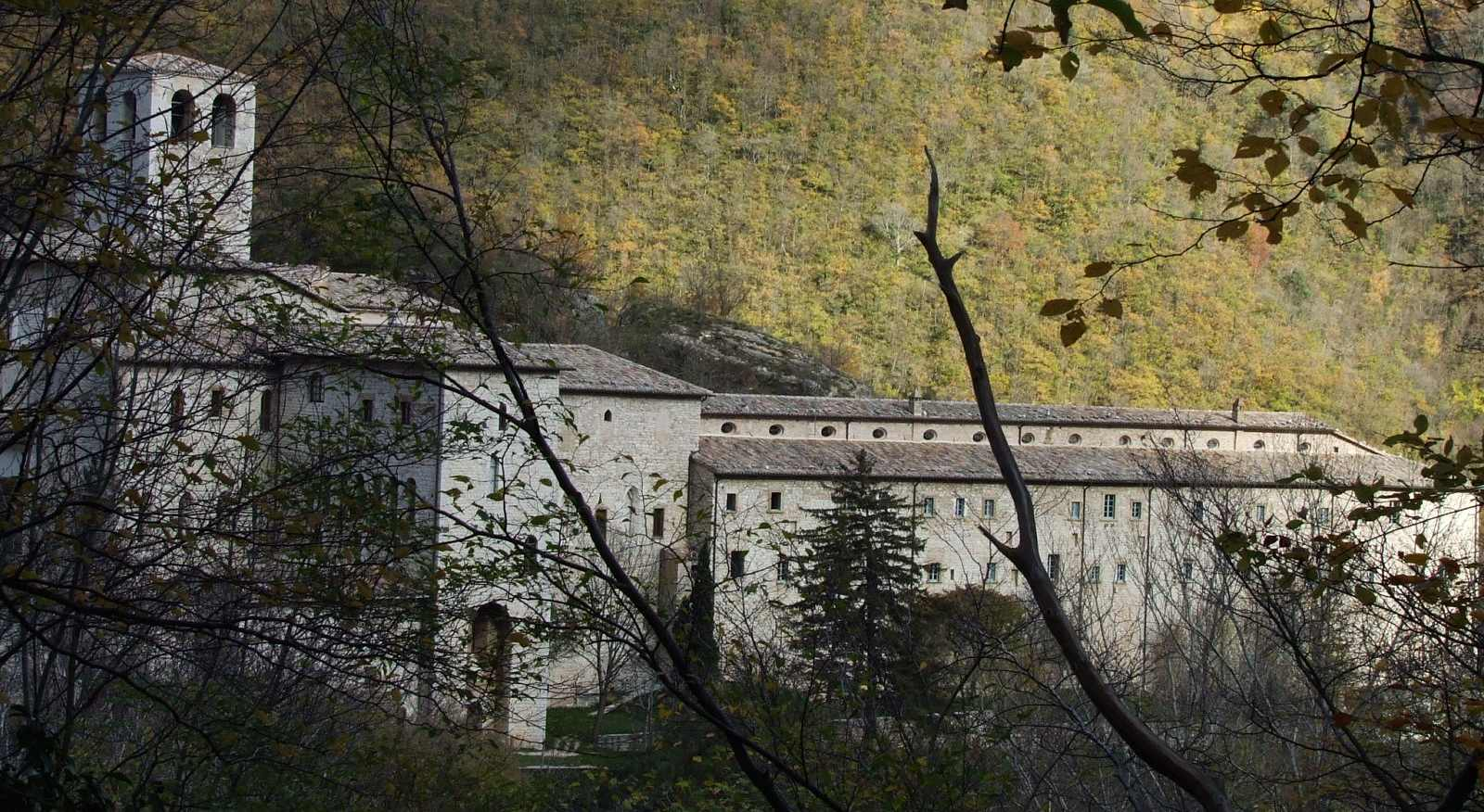
フォンテ・アヴェッラーナ修道院の修道者の住居とバジリカの外観

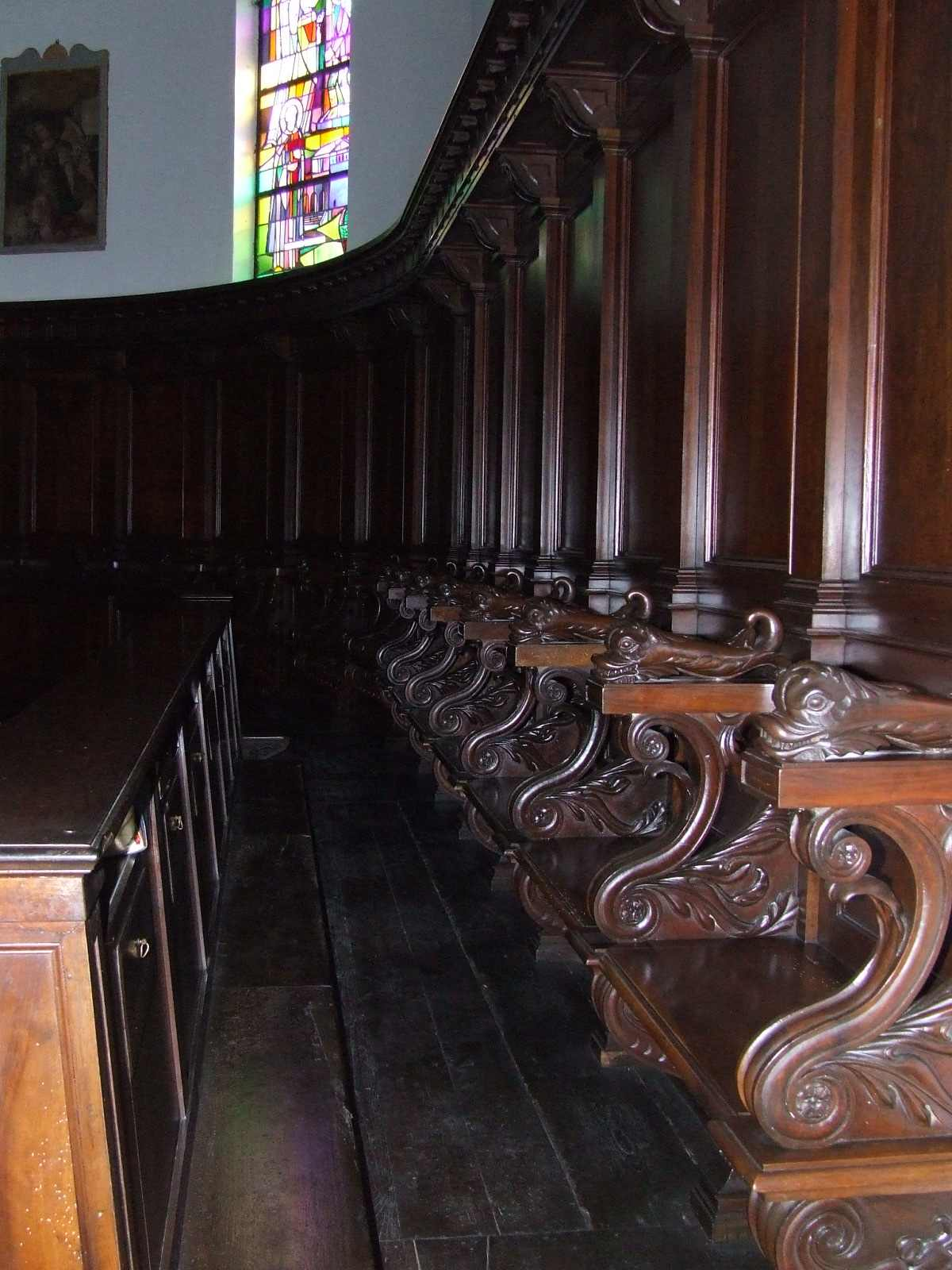
フォンテ・アヴェッラーナ修道院のバジリカの内陣席

フォンテ・アヴェッラーナ修道院 (Monastero di Fonte Avellana) は聖十字架に献納された
イタリアのコムーネ、ペーザロ・エ・ウルビーノ県のセッラ・サンタッボンディオ内の、
モンテ・カトリアの山の斜面にある。 
その起源は1千年紀の終わりまで遡る。修道者の住居はおそらく980年に聖ロムアルドにより創設された。ここで1035年に修道士になり1043年にプリオーレになったピエール・ダミアーニの作業は、元の建築物の拡張だけでなく、修道者の住居を強い文化的精神的発展のために宗教的社会的な拠点とすることにより修道院に刺激を与えた。
その修道者の住居はダンテ・アリギエーリの神曲（天国編 第21歌）により引用され、彼はそこに客としても滞在したと考えられている。
1982年9月5日、ヨハネ・パウロ2世は修道院の創設一千年の祝典の際にフォンテ・アヴェッラーナを訪れた。